# Rolf Graf

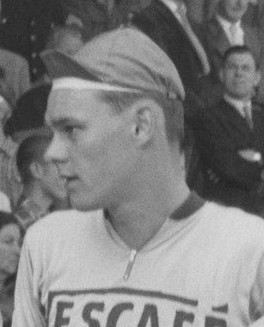
Rolf Graf (1956)

Rolf Graf (* 19. August 1932 in Eppenberg; † 18. Januar 2019 in Baden) war ein Schweizer Radrennfahrer.

## Sportliche Laufbahn
Rolf Graf galt nach Ferdy Kübler, dessen Protégé er war, und Hugo Koblet als der stärkste Schweizer Rennfahrer der 1950er Jahre. Er war Profi von 1953 bis 1963. In dieser Zeit wurde er dreimal Schweizer Strassenmeister, gewann 1956 die Tour de Suisse und zahlreiche andere Rennen, darunter 1954 Gent–Wevelgem und 1956 den Trofeo Baracchi mit André Darrigade. 1956 und 1958 gewann er das Eintagesrennen Grand Prix du Le Locle. Das Einzelzeitfahren Gran Premio di Lugano gewann er 1955 und 1962.
Sechsmal startete Graf bei der Tour de France, bei der er 1959 und 1960 insgesamt drei Etappen gewann. Zweimal nahm er am Giro d’Italia teil und gewann 1959 eine Etappe. 1952 nahm er an den Olympischen Sommerspielen in Helsinki teil, kam auf den 17. Platz im Strassenrennen und trug bei der Abschlussfeier die Schweizer Fahne. Seinen letzten bedeutenden Sieg fuhr Graf im Oktober 1962 beim Grand Premio di Lugano, einem Einzelzeitfahren über 76 Kilometer, heraus, das er vor Ercole Baldini und Ferdinand Bracke gewann.
1963 hatte Rolf Graf in Italien einen schweren Autounfall, danach beendete er seine Radsportkarriere.